# بروس أيرز
بروس أيرز هو سياسي أمريكي، ولد في 17 أبريل 1962 في بوسطن في الولايات المتحدة. نشط حزبياً في الحزب الديمقراطي. وقد انتخب عضو مجلس نواب ماساتشوستس ‏ عن دائرة Massachusetts House of Representatives' 1st Norfolk district ‏ (6 يناير 2021 – ) وانتخب عضو مجلس نواب ماساتشوستس ‏ عن دائرة Massachusetts House of Representatives' 1st Norfolk district ‏ (1999 – ).